# MasterCard Lola Formula One Racing Team
La MasterCard Lola Formula One Racing Team è stata una squadra britannica di Formula 1 iscritta alla stagione 1997. La scuderia disputò solo le qualifiche del Gran Premio inaugurale in Australia, ritirandosi poi dal campionato prima della seconda gara, in programma in Brasile.

## Storia
I rapporti con la Formula 1 della Lola Racing Cars, fondata nel 1958 da Eric Broadley, risalivano agli anni sessanta: in quel tempo il costruttore inglese aveva infatti iniziato a fornire i telai ad alcuni team. Questa attività continuò saltuariamente anche durante i tre decenni successivi, fino al 1993, quando la casa inglese produsse la T93/30 per la Scuderia Italia.
Dopo un paio d'anni di assenza dalle scene, Broadley decise di compiere il passo successivo e impegnarsi in prima persona in Formula 1 con un team personale. Nel 1995 la Lola progettò e costruì un prototipo di vettura denominato T95/30 e lo affidò ad Allan McNish per svolgervi alcuni test. Tale macchina era tecnicamente particolare, giacché presentava un airscope (la presa d'aria che sovrasta posteriormente l'abitacolo) di dimensioni ridottissime, di forma esteticamente simile alle prese d'aria in uso sulle monoposto degli anni 1970: il resto del cofano (che celava un motore V8 Ford, montato in posizione estremamente ribassata) era piatto.
Tale progetto, complice un'iniziale mancanza di fondi, non ebbe tuttavia uno sviluppo agonistico. Il discorso venne ripreso sul finire del 1996, allorché Broadley firmò un contratto di sponsorizzazione con il consorzio finanziario MasterCard, che gli garantì il supporto economico necessario per progettare e costruire una vettura di Formula 1 e successivamente sostenere le spese di competizione.
Secondo i programmi del team, la Lola avrebbe dovuto debuttare in Formula 1 nella stagione 1998; tuttavia gli sponsor (in particolare la MasterCard) fecero pressione affinché il team accelerasse i tempi. Nel novembre del 1996 si decise pertanto di esordire già nel 1997. 

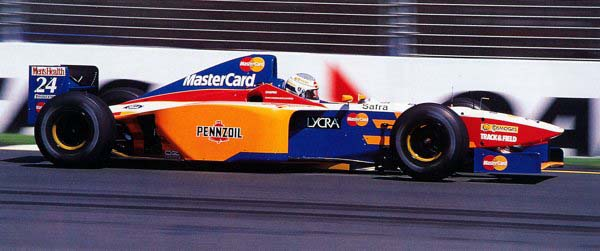
Vincenzo Sospiri alla guida della sua Lola a Melbourne nel 1997.

La monoposto, battezzata T97/30, venne affidata ai piloti Vincenzo Sospiri e Ricardo Rosset; dal punto di vista tecnico, essa venne equipaggiata con motori Ford (nello specifico, le unità montate dalla Sauber nel 1995) e con pneumatici Bridgestone. Il carburante venne fornito dalla Pennzoil.
Nel pre-campionato Broadley rilasciò dichiarazioni ottimistiche in merito alla riuscita del progetto: tuttavia l'accorciamento dei tempi imposto alla squadra aveva fatto sì che la monoposto fosse sviluppata in gran fretta, senza praticamente essere sottoposta a nessun test, né in pista né in galleria del vento. In aggiunta, sia il motore (vecchio di due stagioni) che le gomme (la cui marca era al debutto assoluto nella massima categoria motoristica) non erano da considerarsi all'altezza della situazione.
Nella gara inaugurale, il Gran Premio d'Australia, tali premesse ebbero riscontro nelle prestazioni della T97/30, che furono fin da principio disastrose; già nelle prove libere Sospiri e Rosset accusarono distacchi intorno ai dieci secondi dai migliori tempi cronometrati. La situazione peggiorò nelle qualifiche, nelle quali nessuno dei due piloti fu in grado di avvicinarsi alla soglia minima del 107% rispetto alla pole position, necessaria per qualificarsi per la gara: Sospiri, il più veloce dei due, ottenne il penultimo tempo, con undici secondi di distacco dal poleman Villeneuve e cinque dalla Arrows di Diniz, ventiduesimo in classifica (a sua volta fuori dal 107%, ma ammesso alla gara a completamento del numero minimo di vetture previste in griglia).
Dinnanzi a queste prestazioni disastrose, la MasterCard ritirò repentinamente il proprio appoggio finanziario al team; sebbene le vetture fossero state regolarmente spedite in Brasile per la seconda gara stagionale ed i piloti si fossero già recati al circuito di Interlagos, la scuderia non resse a tale ammanco di liquidità e cessò le attività. I debiti accumulati nella breve vita del team portarono l'intera Lola Racing Cars sull'orlo della bancarotta, che venne scongiurata solo grazie all'intervento di Martin Birrane, che ne rilevò la proprietà. 
Pochi mesi dopo, i materiali della Mastercard-Lola vennero acquistati dall'imprenditore e ingegnere Zoran Stefanović, che tentò vanamente di impiegarli al fine di far esordire una propria squadra, denominata Stefan Grand Prix, nella stagione 1998 di Formula 1. La FIA tuttavia non accolse la sua richiesta.

## Risultati in Formula 1
| Anno | Vettura | Motore                   | Gomme | Piloti  |    |     |  |  |  |  |  |  |  |  |  |  |  |  |  |  |  | Punti | Pos. |
| ---- | ------- | ------------------------ | ----- | ------- | -- | --- |  |  |  |  |  |  |  |  |  |  |  |  |  |  |  | ----- | ---- |
| 1997 | T97/30  | Ford Cosworth ED4 3.0 V8 | B     | Sospiri | NQ | NPR |  |  |  |  |  |  |  |  |  |  |  |  |  |  |  | 0     | -    |
| 1997 | T97/30  | Ford Cosworth ED4 3.0 V8 | B     | Rosset  | NQ | NPR |  |  |  |  |  |  |  |  |  |  |  |  |  |  |  | 0     | -    |

| Legenda | 1º posto     | 2º posto | 3º posto    | A punti         | Senza punti/Non class.  | Grassetto – Pole position Corsivo – Giro più veloce |
| Legenda | Squalificato | Ritirato | Non partito | Non qualificato | Solo prove/Terzo pilota | Grassetto – Pole position Corsivo – Giro più veloce |